# Інша я
«Інша я» (тур. Zeytin Ağacı) — турецький інтернет-серіал 2022 року від Netflix у жанрі драми, мелодрами, створений компанією OGM Pictures. В головних ролях — Туба Бюйюкюстюн, Седа Бакан, Бончук Їлмаз, Мурат Боз, Фират Таниш, Риза Коджаоглу.
Перший сезон вийшов 28 липня 2022 року.
Серіал має 1 сезон. Завершився 8-м епізодом, який вийшов у ефір 28 липня 2022 року.
Режисер серіалу — Бурджу Алптекін.
Сценарист серіалу — Нуран Еврен Шит.

## Сюжет
Три подруги відвідують приморське місто, де знаходять контакт зі своєю духовністю та несподівано стикаються з невирішеною травмою з минулого своїх родин.

## Актори та ролі
| Актор            | Роль          |
| ---------------- | ------------- |
| Туба Бюйюкюстюн  | Ада           |
| Седа Бакан       | Лейла         |
| Бончук Їлмаз     | Севгі         |
| Мурат Боз        | Топрак        |
| Фират Таниш      | Замрат        |
| Риза Коджаоглу   | Фікрет (Фіко) |
| Фюсун Демірел    | Муко          |
| Серкан Алтунорак | Селім         |
| Умут Курт        | Ердем         |

## Сезони
| Сезон | Епізоди | Епізоди | Оригінальний показ | Оригінальний показ | Оригінальний показ |
| Сезон | Епізоди | Епізоди | Перший показ       | Останній показ     | Мережа             |
| ----- | ------- | ------- | ------------------ | ------------------ | ------------------ |
| 1     | 8       | 8       | 28 липня 2022      | 28 липня 2022      | Netflix            |

## Список серій

### Сезон 1 (2022)
| № | # | Назва                 | Перший ефір у США |
| --- | - | --------------------- | ----------------- |
| 1 | 1 | «Епізод 1» «1. bölüm» | 28 липня 2022     |
| Ада неохоче їде до Айвалика з Лейлою та Севгі, які хочуть спробувати альтернативну медицину. Ада несподівано зустрічає декого, а старі рани незабаром відкриваються знову. |   |                       |                   |
| 2 | 2 | «Епізод 2» «2. bölüm» | 28 липня 2022     |
| Заман допомагає Лейлі побороти страх утоплення, провівши її через трагедію в житті прабабусі. У Стамбулі життя Ади перевертається догори дриґом.                           |   |                       |                   |
| 3 | 3 | «Епізод 3» «3. bölüm» | 28 липня 2022     |
| Під час сварки Лейла змушує Аду визнати правду про її шлюб із Селімом. Видіння Ади розкриває звірства, які вчинили з членом її родини.                                     |   |                       |                   |
| 4 | 4 | «Епізод 4» «4. bölüm» | 28 липня 2022     |
| Лейлі потрібна велика сума грошей для втечі Ердема. Заман проливає світло на емоційну травму Селіма, яка виникла внаслідок трагічної події в дитинстві.                    |   |                       |                   |
| 5 | 5 | «Епізод 5» «5. bölüm» | 28 липня 2022     |
| Лейла радіє несподіваному успіху, але незабаром їй висувають ультиматум. Під час сеансу терапії Топрак розмірковує про нещастя, яке спіткало його діда.                    |   |                       |                   |
| 6 | 6 | «Епізод 6» «6. bölüm» | 28 липня 2022     |
| Ада налагоджує зв’язки з Бельгін і прагне зцілити рану, яка переслідує жінок у її родині. Між Севгі та Фіко спалахує іскра.                                                |   |                       |                   |
| 7 | 7 | «Епізод 7» «7. bölüm» | 28 липня 2022     |
| Ада дізнається секрет батька. Селім стикається з дилемою, яка може поставити під загрозу його стосунки з Адою. Напруга між Севгі та її матір’ю сягає критичної межі.       |   |                       |                   |
| 8 | 8 | «Епізод 8» «8. bölüm» | 28 липня 2022     |
| У шлюбну ніч Севгі читає приголомшливий лист від Муко. Лейла робить Фіко ділову пропозицію. Ада й Топрак опиняються на роздоріжжі.                                         |   |                       |                   |

## Нагороди
| Рік  | Премія                       | Категорія                 | Номінант        | Результат |
| ---- | ---------------------------- | ------------------------- | --------------- | --------- |
| 2022 | 48. Премія «Золотий метелик» | Найкращий інтернет-серіал | Інша я          | Номінація |
| 2022 | 48. Премія «Золотий метелик» | Кращий режисер            | Бурджу Алптекин | Номінація |